# Commidendrum spurium
The False Gumwood (Commidendrum spurium) là một loài thực vật có hoa thuộc họ Asteraceae.
Nó chỉ được tìm thấy ở Saint Helena.
Môi trường sống tự nhiên của chúng là rừng ẩm vùng đất thấp nhiệt đới hoặc cận nhiệt đới, vùng nhiều đá, và vùng bờ biển nhiều đá.
Nó bị đe dọa do mất môi trường sống.